# NGC 6058
NGC 6058 est une nébuleuse planétaire située dans la constellation d'Hercule. Elle a été découverte par l'astronome germano-britannique William Herschel en 1787.

## Observation
Avec une magnitude visuelle de 12,9, il faut utiliser un télescope dont l'ouverture est d'au moins 250 mm pour observer cette nébuleuse.

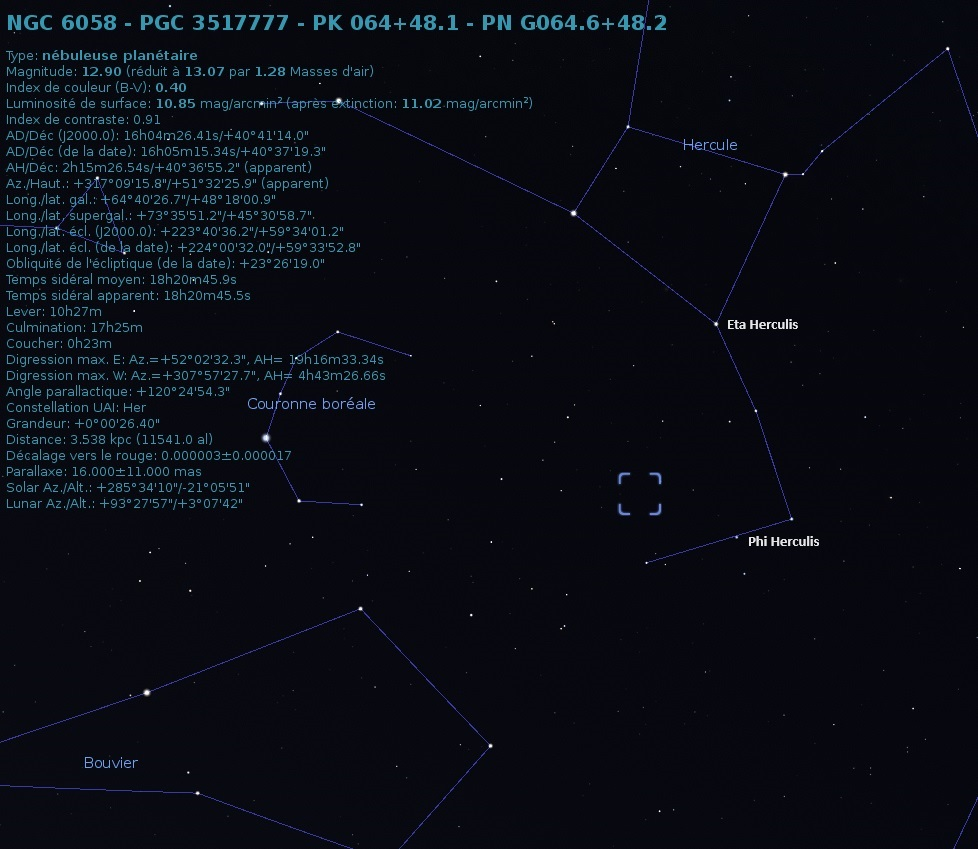
Emplacement de NGC 6058 dans la constellation d'Hercule.

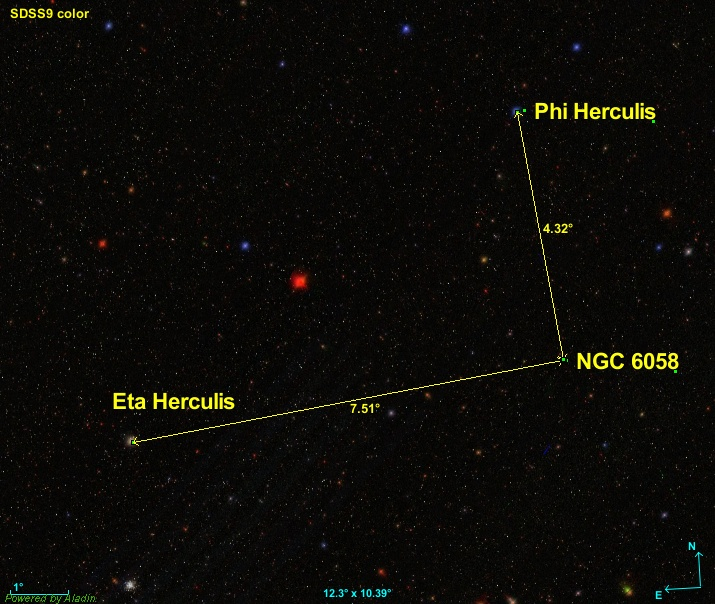
Position de NGC 6058 par rapport à deux étoiles.

Il n'y a pas beaucoup d'étoiles brillantes dans les environs de NGC 6058. Phi Herculis avec une magnitude de 4,24 et Eta Herculis avec une magnitude de 3,49 sont respectivement à 4,3° au nord-est et à 7,5° au sud-est de la nébuleuse.

## Caractéristiques

### Distance taille et vitesse
Le logiciel en ligne Aladin Lite permet de consulter les données astronomiques de plusieurs catalogues, dont le « GAIA EARLY DATA RELEASE 3 (GAIA EDR3) ». Pour NGC 6058, la parallaxe de NGC 6058 est égale à 0,359 6 ± 0,029 4 mas, ce qui correspond à une distance de 2781 +244
−208 pc.
Dans le domaine du visible, cette nébuleuse apparaît presque circulaire et son diamètre mesure 0,7′. Compte tenu de la distance et grâce à un calcul simple, cela équivaut à une taille réelle de 1,85 ± 0,15 al.  
La vitesse de cette nébuleuse est plutôt mal connue. Deux valeurs sont indiquées sur la base de données Simbad, soit 1 km/s et 1 ± 5 km/s

### Structure
NGC 6058 est une nébuleuse planétaire multipolaire. Elle est formée de quatre sorties bipolaires orientées selon des angles de position différents. En supposant une distance de 3,5 kpc pour NGC 6058, les vitesses de trois de ces sorties sont d'environ 68r km/s. Les âges cinématiques suggèrent que les expulsions de matériaux ont eu lieu à des intervalles d'environ 1100 ans puis à 400 ans. Bien qu'une structure en forme d'anneau interne soit suggérée par les images directes, la cinématique montre qu'il n'existe aucun anneau équatorial ou tore dans la nébuleuse. Au contraire, les spectres montrent que la structure annulaire apparente correspond à un quatrième écoulement orienté presque perpendicaire aux trois autres. Cet écoulement plus jeune semble interagir avec les trois autres créant une zone qui balaye la matière dans une région presque perpendicaire aux grands axes des écoulements plus anciens. Les résultats obtenus suggèrent que NGC 6058 pourrait être à un stade d'évolution entre les nébuleuses en forme d'étoile de mer (starfish planetary nebulae) et les nébuleuses planétaires multipolaires.

## Étoile centrale
L'étoile au centre de cette nébuleuse est de type spectral O(H)3. Sa magnitude visuelle est égale à 13,94 et sa masse est estimée à 1,412{\displaystyle M_{\odot }}. Sa température de surface atteint les 77,6 kK ({\displaystyle Log(T_{eff})=4,89}) et sa luminosité est égale à 5 370 {\displaystyle L_{\odot }} ({\displaystyle Log(L/L{\odot })=3,73}). Le rayon de la nébuleuse est estimé à 0,211 pc et son âge est de 7 480 ans.
Dans une autre publication moins récente, la température de l'étoile centrale de cette nébuleuse est estimée à 77,5 ± 2,5 kK.